# 康普頓餐廳暴動
37°47′00″N 122°24′39″W / 37.78333°N 122.41083°W

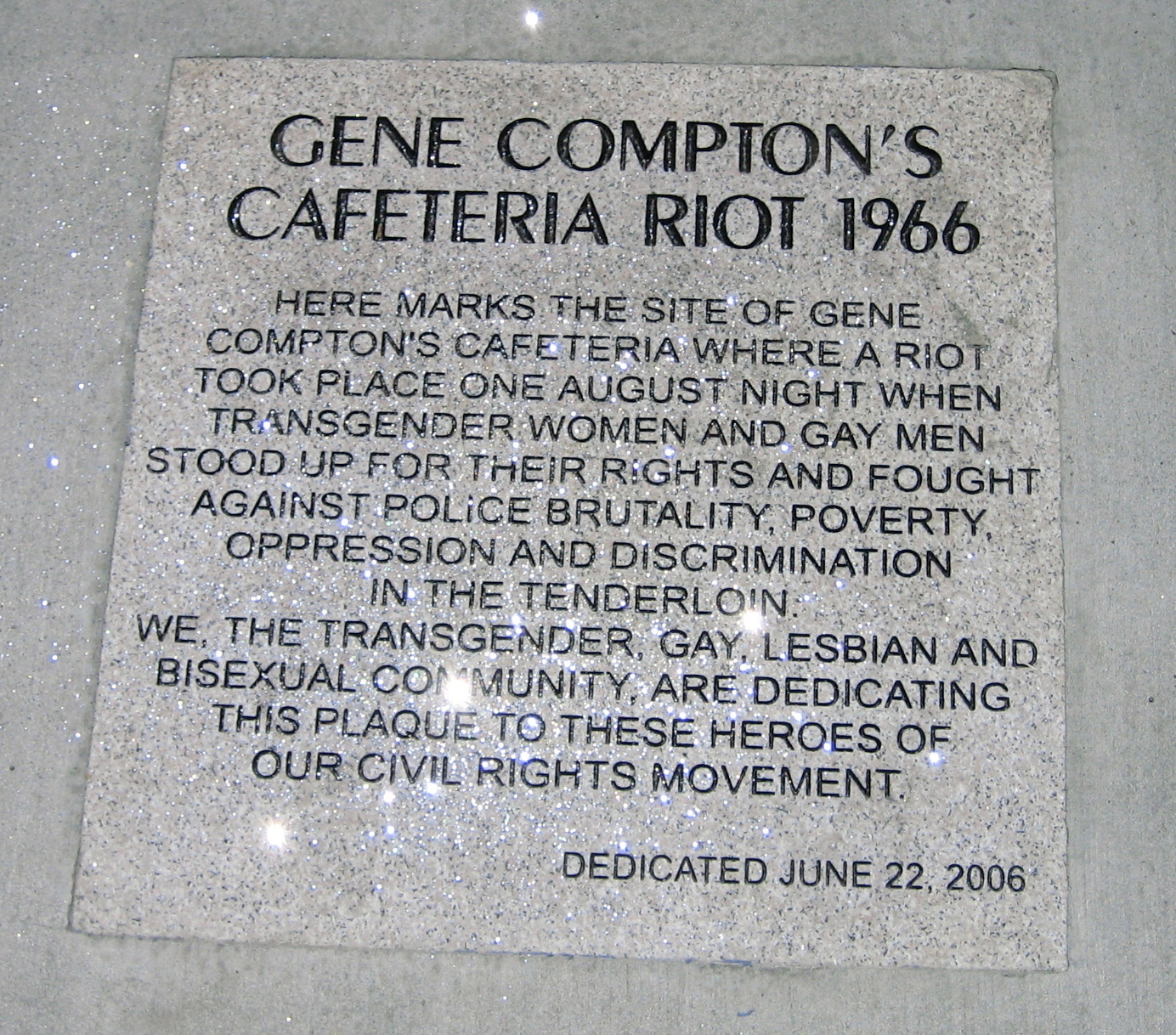
Gene Compton's Cafeteria Riot 40th Anniversary Historical Marker at corner of Taylor and Turk in 三藩市

康普頓餐廳暴動1966年8月发生在旧金山田德隆区。该事件是继1969年纽约石墙暴动前，美国历史上首次有记载的跨性别暴动之一。

## 背景
康普顿餐厅是1940年代到1970年代间在旧金山的连锁自助餐厅，老板是戈恩·康普顿（Gene Compton）。田德隆分店位于泰勒街101号，1954年开张，直到1970年才结业，因不受同性恋酒吧的欢迎，而成为城区中少有的变性人聚集地。直到骚乱发生，餐厅是全天候营业的。由于大部分斗殴在午夜2-3点发生，因此餐厅被迫在午夜关闭。那时，变性者通常被称作“披发仙女”。由于当时变装时违法的，警察可以拿酒吧有变性人为借口，来制造袭击，关闭酒吧。
许多参与暴动的激进混混和街头皇后，是美国首个公开的同性恋青年组织先锋帮（Vanguard）的成员。该组织当年早些时候，在激进牧师的帮助下，于田德隆社会进步运动中心格莱德纪念教堂工作，并成立了名为“街头浪儿”（Street Orphans）的同性恋组织。
1960年代，康普顿餐厅员工经常让警察严厉打击光顾餐馆的变性者。为了应对警方的逮捕，变性人社区推举出一名餐厅纠察员。尽管纠察队未获成功，但这对旧金山反对暴力对待变性者起到带头作用。暴动首个晚上，康普顿的管理员报警称变性者客户在喧闹。

## 过程
五六十年代警察被称为变性人虐待者。其中有些警察试图逮捕男性变装者时，将咖啡泼到他的脸上。暴动就此引发，餐点和家具被掀翻，玻璃窗被砸碎。增援警方将战斗蔓延到大街上，一辆警车的所有窗户被打碎，路边报刊亭被烧毁。骚乱的确切日期仍未清楚，1960年的警方记录也不再留有，暴动并未见诸报端。次日晚上，更多的变性人、混混、田德隆街头人士和LGBT社区其他成员，参加餐厅纠察队，但餐厅不允许变性者回来。示威直到餐厅新装上的玻璃窗再次被砸而告终。

## 影响
这次骚乱是当地同性恋运动的转折点。网络百科全书GLBTQ如此评价：
康普顿案后，社会、心理和医疗辅导服务网建立，从而最终在1968年成立了世界上首个善后辅导和宣传组织——全国变性者辅导单位（National Transsexual Counseling Unit）。
身为监督者的艾略特·布莱克斯通警长（Sergeant Eliiott Blackstone），1962年被指定首位旧金山警察局联络人。苏珊·史塞克（Susan Stryker），康普顿餐厅暴动是“美国历史上首起警方滋扰好战酷儿集体的事件”，变性者能面对警察的虐待和歧视。
骚乱后，由于警方的暴行减少，变性者可以过上更自由和公开的生活。至少不再担心白天因男扮女装而被质问。